# Swietickoje Urocziszcze
Swietickoje Urocziszcze (ros. Светицкое Урочище) – wieś (ros. деревня, trb. dieriewnia) w zachodniej Rosji, w osiedlu wiejskim Smietaninskoje rejonu smoleńskiego w obwodzie smoleńskim.

## Geografia
Miejscowość położona jest przy drodze magistralnej M1 «Białoruś», 4 km od przystanku kolejowego Wielino, 11 km od centrum administracyjnego osiedla wiejskiego (Smietanino), 36,5 km od centrum Smoleńska.
W granicach miejscowości jest 1 posesja.

## Demografia
W 2010 r. miejscowość liczyła sobie 3 mieszkańców.